# 天主教墨西哥城總教區
天主教墨西哥城總教區（拉丁語：Archidioecesis Mexicana）是天主教一個總教區，位於墨西哥首都墨西哥城。此總教區下轄三個教區。
教區於1532年9月2日成立，1546年2月12日升為總教區。
截至2019年，總教區共有421萬2247名教友，佔轄區總人口79.9%。總教區下轄307個堂區，有900位司鐸。現任總主教為嘉祿·阿吉亞爾·雷特斯樞機，輔理主教為羅赫利奧·埃斯基韋爾-梅迪納、薩維·貢薩萊斯-莫拉萊斯、嘉祿·亨利·薩馬涅戈-洛佩斯、類斯·佩雷斯-拉伊戈薩、埃克托爾·瑪略·佩雷斯-比利亞雷阿爾和方濟各·達尼爾·里韋拉-桑切斯，榮休總主教為諾伯·里韋拉·卡雷拉樞機，榮休輔理主教為阿貝拉爾多·阿爾瓦拉多-阿爾坎塔拉、方濟各·克拉韋爾-希爾和安多尼·奧特加-弗蘭科。